# Bouaké (departement)
Bouaké är ett departement i Elfenbenskusten. Det ligger i regionen Gbêkê, i den centrala delen av landet, 120 km norr om huvudstaden Yamoussoukro.